# Agelanthus bipartitus
Agelanthus bipartitus là một loài thực vật có hoa trong họ Loranthaceae. Loài này được Balle ex Polhill & Wiens mô tả khoa học đầu tiên năm 1997.